# Твори Мікеланджело
…Обожнював мистецтво, і воно

стало для мене ідолом-тираном
...L'affectuosa fantasia,

Che l'arte mi fece idol'e monarca...
Мікеланджело, сонет CXLVII, 1555 —1556 рр.
Той, хто пізнав в мистецтві лиш ази,

був Мікеланджело Буонарроті
Л. Костенко,
«Чекаю дня, коли собі скажу...»
Нижче подано перелік відомих робіт Мікеланджело Буонарроті — скульптора, художника, архітектора та поета епохи Відродження. Тут зібрано також інформацію про втрачені роботи майстра, а також про ті з них, автентичність яких є сумнівною. Із творчого спадку Мікеланджело збереглося майже 300 поезій, близько 600 малюнків, орієнтовно 1400 листів написаних ним чи йому, а також понад 300 сторінок його особистих та професійних записів (італ. ricordi).
Поезія Мікеланджело не публікувалася за життя, тому у списку роботи розділено за такими видами мистецтв як скульптура, живопис та архітектура у хронологічному порядку. На гробниці скульптора у церкві Санта Кроче зображено три алегоричні статуї муз цих видів мистецтв, які оплакують смерть генія, твори якого вважалися найвищими досягненнями мистецтва Відродження ще за життя самого майстра.

## Легенда до списку
|              | Твори, що збереглися тільки у копіях |
|              | Втрачені твори                       |
| Розміри (см) | висота х ширина (х глибина)          |

## Скульптура

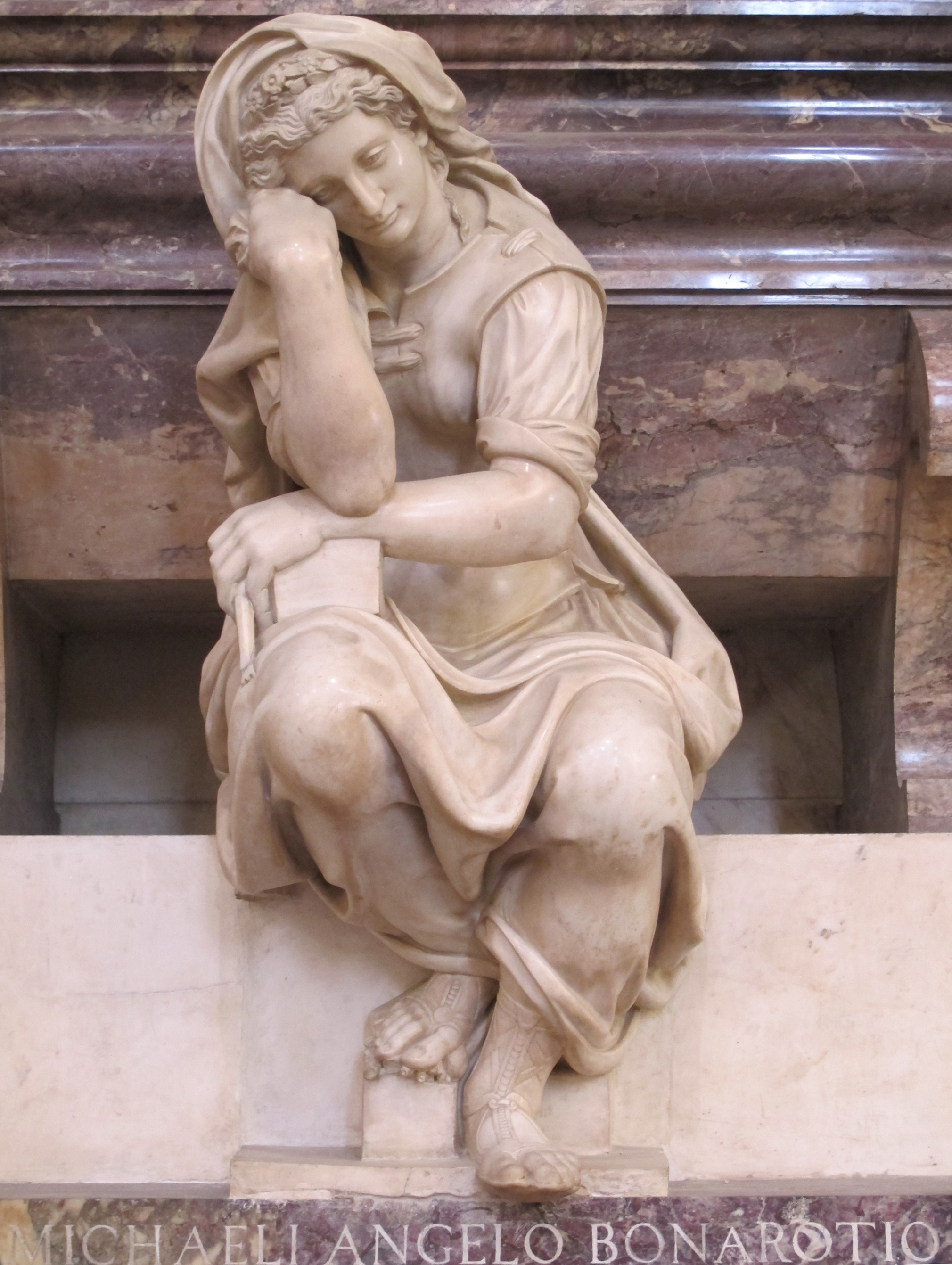
«Муза Скульптури»
(Валеріо Чолі)

| Назва                                                                     | Зображення                | Тип      | Інформація                              | Інформація                             | Примітки |
| ------------------------------------------------------------------------- | ------------------------- | -------- | --------------------------------------- | -------------------------------------- | --- |
| «Голова фавна» (італ. Testa di fauno)                                     | втрачено                  | статуя   | Створено                                | бл. 1488 —1489                         | Чезаре Дзоччі. «Юний Мікеланджело висікає „Голову фавна“» |
| «Голова фавна» (італ. Testa di fauno)                                     | втрачено                  | статуя   | Розміри                                 | ? см                                   | Чезаре Дзоччі. «Юний Мікеланджело висікає „Голову фавна“» |
| «Голова фавна» (італ. Testa di fauno)                                     | втрачено                  | статуя   | Матеріал                                | мармур                                 | Чезаре Дзоччі. «Юний Мікеланджело висікає „Голову фавна“» |
| «Голова фавна» (італ. Testa di fauno)                                     | втрачено                  | статуя   | Зберігається (зберігався)               | Сад скульптур Медичі, Флоренція        | Чезаре Дзоччі. «Юний Мікеланджело висікає „Голову фавна“» |
| «Мадонна біля сходів» (італ. Madonna della Scala)                         |                           | барельєф | Створено                                | бл. 1491                               | приклад «низького рельєфу» (італ. relievo schiacciato) |
| «Мадонна біля сходів» (італ. Madonna della Scala)                         | Розміри                   | барельєф | 55,5 × 40 см                            |                                        | приклад «низького рельєфу» (італ. relievo schiacciato) |
| «Мадонна біля сходів» (італ. Madonna della Scala)                         | Матеріал                  | барельєф | мармур                                  |                                        | приклад «низького рельєфу» (італ. relievo schiacciato) |
| «Мадонна біля сходів» (італ. Madonna della Scala)                         | Зберігається (зберігався) | барельєф | Каза Буонарроті, Флоренція              |                                        | приклад «низького рельєфу» (італ. relievo schiacciato) |
| «Юний лучник» (італ. Giovane arciere)                                     |                           | статуя   | Створено                                | бл. 1491 —1492                         | авторство Мікеланджело під питанням |
| «Юний лучник» (італ. Giovane arciere)                                     | Розміри                   | статуя   | 97 см                                   |                                        | авторство Мікеланджело під питанням |
| «Юний лучник» (італ. Giovane arciere)                                     | Матеріал                  | статуя   | мармур                                  |                                        | авторство Мікеланджело під питанням |
| «Юний лучник» (італ. Giovane arciere)                                     | Зберігається (зберігався) | статуя   | Метрополітен-музей, Нью-Йорк            |                                        | авторство Мікеланджело під питанням |
| «Битва кентаврів» (італ. Battaglia dei centauri)                          |                           | барельєф | Створено                                | бл. 1492                               | можливо перша із завершених «незакінчених» скульптур Мікеланджело |
| «Битва кентаврів» (італ. Battaglia dei centauri)                          | Розміри                   | барельєф | 84,5 × 90,5 см                          |                                        | можливо перша із завершених «незакінчених» скульптур Мікеланджело |
| «Битва кентаврів» (італ. Battaglia dei centauri)                          | Матеріал                  | барельєф | мармур                                  |                                        | можливо перша із завершених «незакінчених» скульптур Мікеланджело |
| «Битва кентаврів» (італ. Battaglia dei centauri)                          | Зберігається (зберігався) | барельєф | Каза Буонарроті, Флоренція              |                                        | можливо перша із завершених «незакінчених» скульптур Мікеланджело |
| «Геркулес» (італ. Ercole)                                                 | втрачено                  | статуя   | Створено                                | бл. 1492 —1493                         | Рубенс. «Юний Геркулес» (за Мікеланджело) |
| «Геркулес» (італ. Ercole)                                                 | втрачено                  | статуя   | Розміри                                 | приблизно 235 см                       | Рубенс. «Юний Геркулес» (за Мікеланджело) |
| «Геркулес» (італ. Ercole)                                                 | втрачено                  | статуя   | Матеріал                                | мармур                                 | Рубенс. «Юний Геркулес» (за Мікеланджело) |
| «Геркулес» (італ. Ercole)                                                 | втрачено                  | статуя   | Зберігається (зберігався)               | сади Фонтенбло, Франція (до 1713 року) | Рубенс. «Юний Геркулес» (за Мікеланджело) |
| «Розп'яття» (італ. Crocifisso di Santo Spirito)                           |                           | статуя   | Створено                                | бл. 1492 —1493                         | суперечки щодо автентичності «Розп'яття» тривали до 2001 року |
| «Розп'яття» (італ. Crocifisso di Santo Spirito)                           | Розміри                   | статуя   | 139 x 135 см                            |                                        | суперечки щодо автентичності «Розп'яття» тривали до 2001 року |
| «Розп'яття» (італ. Crocifisso di Santo Spirito)                           | Матеріал                  | статуя   | дерево                                  |                                        | суперечки щодо автентичності «Розп'яття» тривали до 2001 року |
| «Розп'яття» (італ. Crocifisso di Santo Spirito)                           | Зберігається (зберігався) | статуя   | Церква Санто Спірито, Флоренція         |                                        | суперечки щодо автентичності «Розп'яття» тривали до 2001 року |
| «Ангел із канделябром» (італ. Angelo reggicandelabro)                     |                           | статуя   | Створено                                | бл. 1494 —1495                         | Гробниця Святого Домініка у цих ранніх творах скульптора відчувається вплив робіт Якопо делла Кверча                                                                                      |
| «Ангел із канделябром» (італ. Angelo reggicandelabro)                     | Розміри                   | статуя   | 51,5 см                                 |                                        | Гробниця Святого Домініка у цих ранніх творах скульптора відчувається вплив робіт Якопо делла Кверча                                                                                      |
| «Ангел із канделябром» (італ. Angelo reggicandelabro)                     | Матеріал                  | статуя   | мармур                                  |                                        | Гробниця Святого Домініка у цих ранніх творах скульптора відчувається вплив робіт Якопо делла Кверча                                                                                      |
| «Ангел із канделябром» (італ. Angelo reggicandelabro)                     | Зберігається (зберігався) | статуя   | Базиліка ді Сан Доменіко, Болонья       |                                        | Гробниця Святого Домініка у цих ранніх творах скульптора відчувається вплив робіт Якопо делла Кверча                                                                                      |
| «Святий Петроній» (італ. San Petronio)                                    |                           | статуя   | Створено                                | бл. 1494 —1495                         | Гробниця Святого Домініка у цих ранніх творах скульптора відчувається вплив робіт Якопо делла Кверча                                                                                      |
| «Святий Петроній» (італ. San Petronio)                                    | Розміри                   | статуя   | 64 см                                   |                                        | Гробниця Святого Домініка у цих ранніх творах скульптора відчувається вплив робіт Якопо делла Кверча                                                                                      |
| «Святий Петроній» (італ. San Petronio)                                    | Матеріал                  | статуя   | мармур                                  |                                        | Гробниця Святого Домініка у цих ранніх творах скульптора відчувається вплив робіт Якопо делла Кверча                                                                                      |
| «Святий Петроній» (італ. San Petronio)                                    | Зберігається (зберігався) | статуя   | Базиліка ді Сан Доменіко, Болонья       |                                        | Гробниця Святого Домініка у цих ранніх творах скульптора відчувається вплив робіт Якопо делла Кверча                                                                                      |
| «Святий Прокл Болонський» (італ. San Procolo)                             |                           | статуя   | Створено                                | бл. 1494 —1495                         | Гробниця Святого Домініка у цих ранніх творах скульптора відчувається вплив робіт Якопо делла Кверча                                                                                      |
| «Святий Прокл Болонський» (італ. San Procolo)                             | Розміри                   | статуя   | 58,5 см                                 |                                        | Гробниця Святого Домініка у цих ранніх творах скульптора відчувається вплив робіт Якопо делла Кверча                                                                                      |
| «Святий Прокл Болонський» (італ. San Procolo)                             | Матеріал                  | статуя   | мармур                                  |                                        | Гробниця Святого Домініка у цих ранніх творах скульптора відчувається вплив робіт Якопо делла Кверча                                                                                      |
| «Святий Прокл Болонський» (італ. San Procolo)                             | Зберігається (зберігався) | статуя   | Базиліка ді Сан Доменіко, Болонья       |                                        | Гробниця Святого Домініка у цих ранніх творах скульптора відчувається вплив робіт Якопо делла Кверча                                                                                      |
| «Молодий Іван Хреститель» (італ. San Giovannino)                          | втрачено                  | статуя   | Створено                                | бл. 1495 —1496                         | Баччо Бандінеллі. «Молодий Іван Хреститель» (за Мікеланджело) |
| «Молодий Іван Хреститель» (італ. San Giovannino)                          | втрачено                  | статуя   | Розміри                                 | ? см                                   | Баччо Бандінеллі. «Молодий Іван Хреститель» (за Мікеланджело) |
| «Молодий Іван Хреститель» (італ. San Giovannino)                          | втрачено                  | статуя   | Матеріал                                | мармур                                 | Баччо Бандінеллі. «Молодий Іван Хреститель» (за Мікеланджело) |
| «Молодий Іван Хреститель» (італ. San Giovannino)                          | втрачено                  | статуя   | Зберігається (зберігався)               | ?                                      | Баччо Бандінеллі. «Молодий Іван Хреститель» (за Мікеланджело) |
| «Амур, що спить» (італ. Cupido dormiente)                                 | втрачено                  | статуя   | Створено                                | бл. 1496                               | Тінторетто. «Венера, Вулкан і Марс» (фрагмент із амуром, що спить) |
| «Амур, що спить» (італ. Cupido dormiente)                                 | втрачено                  | статуя   | Розміри                                 | ? х 80 см                              | Тінторетто. «Венера, Вулкан і Марс» (фрагмент із амуром, що спить) |
| «Амур, що спить» (італ. Cupido dormiente)                                 | втрачено                  | статуя   | Матеріал                                | мармур                                 | Тінторетто. «Венера, Вулкан і Марс» (фрагмент із амуром, що спить) |
| «Амур, що спить» (італ. Cupido dormiente)                                 | втрачено                  | статуя   | Зберігається (зберігався)               | ?                                      | Тінторетто. «Венера, Вулкан і Марс» (фрагмент із амуром, що спить) |
| «Амур, що стоїть» (італ. Cupido-Apollo)                                   | втрачено                  | статуя   | Створено                                | бл. 1496 —1497                         | Мікеланджело. «Амур, що стоїть» (?) |
| «Амур, що стоїть» (італ. Cupido-Apollo)                                   | втрачено                  | статуя   | Розміри                                 | ? см                                   | Мікеланджело. «Амур, що стоїть» (?) |
| «Амур, що стоїть» (італ. Cupido-Apollo)                                   | втрачено                  | статуя   | Матеріал                                | мармур                                 | Мікеланджело. «Амур, що стоїть» (?) |
| «Амур, що стоїть» (італ. Cupido-Apollo)                                   | втрачено                  | статуя   | Зберігається (зберігався)               | ?                                      | Мікеланджело. «Амур, що стоїть» (?) |
| «Розп'яття Ґалліно» (італ. Crocifisso Gallino)                            |                           | статуя   | Створено                                | бл. 1495 —1497                         | Гвідо Рені. «Святий Андрій Корсіні» (перед розп'яттям Мкеланджело?) |
| «Розп'яття Ґалліно» (італ. Crocifisso Gallino)                            | Розміри                   | статуя   | 41,3 x 39,7 см                          |                                        | Гвідо Рені. «Святий Андрій Корсіні» (перед розп'яттям Мкеланджело?) |
| «Розп'яття Ґалліно» (італ. Crocifisso Gallino)                            | Матеріал                  | статуя   | дерево                                  |                                        | Гвідо Рені. «Святий Андрій Корсіні» (перед розп'яттям Мкеланджело?) |
| «Розп'яття Ґалліно» (італ. Crocifisso Gallino)                            | Зберігається (зберігався) | статуя   | Музей Барджелло, Флоренція              |                                        | Гвідо Рені. «Святий Андрій Корсіні» (перед розп'яттям Мкеланджело?) |
| «Вакх» (італ. Bacco)                                                      |                           | статуя   | Створено                                | бл. 1496 —1497                         | «перший шедевр» Мікеланджело |
| «Вакх» (італ. Bacco)                                                      | Розміри                   | статуя   | 203 см                                  |                                        | «перший шедевр» Мікеланджело |
| «Вакх» (італ. Bacco)                                                      | Матеріал                  | статуя   | мармур                                  |                                        | «перший шедевр» Мікеланджело |
| «Вакх» (італ. Bacco)                                                      | Зберігається (зберігався) | статуя   | Музей Барджелло, Флоренція              |                                        | «перший шедевр» Мікеланджело |
| «Розп'яття Монсеррат» (італ. Crocifisso di Monastero di Montserrat)       |                           | статуя   | Створено                                | бл. 1497 —1498                         | авторство Мікеланджело під питанням |
| «Розп'яття Монсеррат» (італ. Crocifisso di Monastero di Montserrat)       | Розміри                   | статуя   | 58,5 x ? см                             |                                        | авторство Мікеланджело під питанням |
| «Розп'яття Монсеррат» (італ. Crocifisso di Monastero di Montserrat)       | Матеріал                  | статуя   | дерево                                  |                                        | авторство Мікеланджело під питанням |
| «Розп'яття Монсеррат» (італ. Crocifisso di Monastero di Montserrat)       | Зберігається (зберігався) | статуя   | Монастир Санта-Марія, Каталонія         |                                        | авторство Мікеланджело під питанням |
| «П'єта (Оплакування)» (італ. Pietà vaticana)                              |                           | статуя   | Створено                                | бл. 1498 —1499                         | єдина з робіт Мікеланджело, підписана ним самим |
| «П'єта (Оплакування)» (італ. Pietà vaticana)                              | Розміри                   | статуя   | 174 × 195 × 69 см                       |                                        | єдина з робіт Мікеланджело, підписана ним самим |
| «П'єта (Оплакування)» (італ. Pietà vaticana)                              | Матеріал                  | статуя   | мармур                                  |                                        | єдина з робіт Мікеланджело, підписана ним самим |
| «П'єта (Оплакування)» (італ. Pietà vaticana)                              | Зберігається (зберігався) | статуя   | Собор Святого Петра, Ватикан            |                                        | єдина з робіт Мікеланджело, підписана ним самим |
| «Святий Павло» (італ. San Paolo)                                          |                           | статуя   | Створено                                | бл. 1501 —1504                         | Вівтар Пікколоміні |
| «Святий Павло» (італ. San Paolo)                                          | Розміри                   | статуя   | 124 см                                  |                                        | Вівтар Пікколоміні |
| «Святий Павло» (італ. San Paolo)                                          | Матеріал                  | статуя   | мармур                                  |                                        | Вівтар Пікколоміні |
| «Святий Павло» (італ. San Paolo)                                          | Зберігається (зберігався) | статуя   | Собор, Сієна                            |                                        | Вівтар Пікколоміні |
| «Святий Петро» (італ. San Pietro)                                         |                           | статуя   | Створено                                | бл. 1501 —1504                         | Вівтар Пікколоміні |
| «Святий Петро» (італ. San Pietro)                                         | Розміри                   | статуя   | 124 см                                  |                                        | Вівтар Пікколоміні |
| «Святий Петро» (італ. San Pietro)                                         | Матеріал                  | статуя   | мармур                                  |                                        | Вівтар Пікколоміні |
| «Святий Петро» (італ. San Pietro)                                         | Зберігається (зберігався) | статуя   | Собор, Сієна                            |                                        | Вівтар Пікколоміні |
| «Святий Пій I» (італ. San Pio)                                            |                           | статуя   | Створено                                | бл. 1501 —1504                         | Вівтар Пікколоміні |
| «Святий Пій I» (італ. San Pio)                                            | Розміри                   | статуя   | 134 см                                  |                                        | Вівтар Пікколоміні |
| «Святий Пій I» (італ. San Pio)                                            | Матеріал                  | статуя   | мармур                                  |                                        | Вівтар Пікколоміні |
| «Святий Пій I» (італ. San Pio)                                            | Зберігається (зберігався) | статуя   | Собор, Сієна                            |                                        | Вівтар Пікколоміні |
| «Святий Григорій І» (італ. San Gregorio)                                  |                           | статуя   | Створено                                | бл. 1501 —1504                         | Вівтар Пікколоміні |
| «Святий Григорій І» (італ. San Gregorio)                                  | Розміри                   | статуя   | 136 см                                  |                                        | Вівтар Пікколоміні |
| «Святий Григорій І» (італ. San Gregorio)                                  | Матеріал                  | статуя   | мармур                                  |                                        | Вівтар Пікколоміні |
| «Святий Григорій І» (італ. San Gregorio)                                  | Зберігається (зберігався) | статуя   | Собор, Сієна                            |                                        | Вівтар Пікколоміні |
| «Давид» (італ. David)                                                     |                           | статуя   | Створено                                | бл. 1501 —1504                         | трактується як символ Флоренції та цілої епохи Ренесансу |
| «Давид» (італ. David)                                                     | Розміри                   | статуя   | 517 см                                  |                                        | трактується як символ Флоренції та цілої епохи Ренесансу |
| «Давид» (італ. David)                                                     | Матеріал                  | статуя   | мармур                                  |                                        | трактується як символ Флоренції та цілої епохи Ренесансу |
| «Давид» (італ. David)                                                     | Зберігається (зберігався) | статуя   | Академія витончених мистецтв, Флоренція |                                        | трактується як символ Флоренції та цілої епохи Ренесансу |
| «Давид „де Роан“» (італ. David «De Rohan»)                                | втрачено                  | статуя   | Створено                                | бл. 1502 —1508                         | Мікеланджело. «Давид „де Роан“» (?) |
| «Давид „де Роан“» (італ. David «De Rohan»)                                | втрачено                  | статуя   | Розміри                                 | ? см                                   | Мікеланджело. «Давид „де Роан“» (?) |
| «Давид „де Роан“» (італ. David «De Rohan»)                                | втрачено                  | статуя   | Матеріал                                | бронза                                 | Мікеланджело. «Давид „де Роан“» (?) |
| «Давид „де Роан“» (італ. David «De Rohan»)                                | втрачено                  | статуя   | Зберігається (зберігався)               | ?                                      | Мікеланджело. «Давид „де Роан“» (?) |
| «Мадонна Брюгге» (італ. Madonna di Bruges)                                |                           | статуя   | Створено                                | бл. 1503 —1505                         | найвдалішими є вид спереду та зліва |
| «Мадонна Брюгге» (італ. Madonna di Bruges)                                | Розміри                   | статуя   | 128 см                                  |                                        | найвдалішими є вид спереду та зліва |
| «Мадонна Брюгге» (італ. Madonna di Bruges)                                | Матеріал                  | статуя   | мармур                                  |                                        | найвдалішими є вид спереду та зліва |
| «Мадонна Брюгге» (італ. Madonna di Bruges)                                | Зберігається (зберігався) | статуя   | Церква Богоматері, Брюгге               |                                        | найвдалішими є вид спереду та зліва |
| «Мадонна Пітті» (італ. Pitti Tondo)                                       |                           | барельєф | Створено                                | бл. 1503 —1505                         | використання елементів техніки «non finito» для підкреслення виразності |
| «Мадонна Пітті» (італ. Pitti Tondo)                                       | Розміри                   | барельєф | 85,5 x 82 см                            |                                        | використання елементів техніки «non finito» для підкреслення виразності |
| «Мадонна Пітті» (італ. Pitti Tondo)                                       | Матеріал                  | барельєф | мармур                                  |                                        | використання елементів техніки «non finito» для підкреслення виразності |
| «Мадонна Пітті» (італ. Pitti Tondo)                                       | Зберігається (зберігався) | барельєф | Музей Барджелло, Флоренція              |                                        | використання елементів техніки «non finito» для підкреслення виразності |
| «Мадонна Таддея» (італ. Tondo Taddei)                                     |                           | барельєф | Створено                                | бл. 1504 —1506                         | техніка «non finito» виділяє завершеність образів і створює атмосферне тло |
| «Мадонна Таддея» (італ. Tondo Taddei)                                     | Розміри                   | барельєф | 109 x 109 см                            |                                        | техніка «non finito» виділяє завершеність образів і створює атмосферне тло |
| «Мадонна Таддея» (італ. Tondo Taddei)                                     | Матеріал                  | барельєф | мармур                                  |                                        | техніка «non finito» виділяє завершеність образів і створює атмосферне тло |
| «Мадонна Таддея» (італ. Tondo Taddei)                                     | Зберігається (зберігався) | барельєф | Королівська академія мистецтв, Лондон   |                                        | техніка «non finito» виділяє завершеність образів і створює атмосферне тло |
| «Венера й Амур» (італ. Venere e Cupido)                                   |                           | барельєф | Створено                                | бл. 1504                               | авторство Мікеланджело було визнане італійськими дослідниками Алессандро Веццозі (італ. Alessandro Vezzosi) та Ґабріеле Мороллі (італ. Gabriele Morolli)                                  |
| «Венера й Амур» (італ. Venere e Cupido)                                   | Розміри                   | барельєф | 58 x 43 см                              |                                        | авторство Мікеланджело було визнане італійськими дослідниками Алессандро Веццозі (італ. Alessandro Vezzosi) та Ґабріеле Мороллі (італ. Gabriele Morolli)                                  |
| «Венера й Амур» (італ. Venere e Cupido)                                   | Матеріал                  | барельєф | мармур                                  |                                        | авторство Мікеланджело було визнане італійськими дослідниками Алессандро Веццозі (італ. Alessandro Vezzosi) та Ґабріеле Мороллі (італ. Gabriele Morolli)                                  |
| «Венера й Амур» (італ. Venere e Cupido)                                   | Зберігається (зберігався) | барельєф | Палаццо Медичі-Рікарді, Флоренція       |                                        | авторство Мікеланджело було визнане італійськими дослідниками Алессандро Веццозі (італ. Alessandro Vezzosi) та Ґабріеле Мороллі (італ. Gabriele Morolli)                                  |
| «Євангеліст Матвій» (італ. San Matteo)                                    |                           | статуя   | Створено                                | бл. 1505 —1506                         | Рафаель. «Євангеліст Матвій» (за Мікеланджело) |
| «Євангеліст Матвій» (італ. San Matteo)                                    | Розміри                   | статуя   | 216 см                                  |                                        | Рафаель. «Євангеліст Матвій» (за Мікеланджело) |
| «Євангеліст Матвій» (італ. San Matteo)                                    | Матеріал                  | статуя   | мармур                                  |                                        | Рафаель. «Євангеліст Матвій» (за Мікеланджело) |
| «Євангеліст Матвій» (італ. San Matteo)                                    | Зберігається (зберігався) | статуя   | Академія витончених мистецтв, Флоренція |                                        | Рафаель. «Євангеліст Матвій» (за Мікеланджело) |
| «Юлій II» (італ. Giulio II benedicente)                                   | втрачено                  | статуя   | Створено                                | бл. 1507 —1508                         | |
| «Юлій II» (італ. Giulio II benedicente)                                   | втрачено                  | статуя   | Розміри                                 | 292 см                                 | |
| «Юлій II» (італ. Giulio II benedicente)                                   | втрачено                  | статуя   | Матеріал                                | бронза                                 | |
| «Юлій II» (італ. Giulio II benedicente)                                   | втрачено                  | статуя   | Зберігається (зберігався)               | Церква Сан Петроніо, Болонья           | статую було знищено 30 грудня 1511 року |
| «Вмираючий раб» (італ. Schiavo morente)                                   |                           | статуя   | Створено                                | бл. 1513                               | первинно призначалися для гробниці папи Юлія ІІ «Раби» не ввійшли до остаточного варіанту гробниці і Мікеланджело подарував їх Роберто Строцці                                            |
| «Вмираючий раб» (італ. Schiavo morente)                                   | Розміри                   | статуя   | 229 см                                  |                                        | первинно призначалися для гробниці папи Юлія ІІ «Раби» не ввійшли до остаточного варіанту гробниці і Мікеланджело подарував їх Роберто Строцці                                            |
| «Вмираючий раб» (італ. Schiavo morente)                                   | Матеріал                  | статуя   | мармур                                  |                                        | первинно призначалися для гробниці папи Юлія ІІ «Раби» не ввійшли до остаточного варіанту гробниці і Мікеланджело подарував їх Роберто Строцці                                            |
| «Вмираючий раб» (італ. Schiavo morente)                                   | Зберігається (зберігався) | статуя   | Лувр, Париж                             |                                        | первинно призначалися для гробниці папи Юлія ІІ «Раби» не ввійшли до остаточного варіанту гробниці і Мікеланджело подарував їх Роберто Строцці                                            |
| «Раб, що рве пута» (італ. Schiavo ribelle)                                |                           | статуя   | Створено                                | бл. 1513                               | первинно призначалися для гробниці папи Юлія ІІ «Раби» не ввійшли до остаточного варіанту гробниці і Мікеланджело подарував їх Роберто Строцці                                            |
| «Раб, що рве пута» (італ. Schiavo ribelle)                                | Розміри                   | статуя   | 215 см                                  |                                        | первинно призначалися для гробниці папи Юлія ІІ «Раби» не ввійшли до остаточного варіанту гробниці і Мікеланджело подарував їх Роберто Строцці                                            |
| «Раб, що рве пута» (італ. Schiavo ribelle)                                | Матеріал                  | статуя   | мармур                                  |                                        | первинно призначалися для гробниці папи Юлія ІІ «Раби» не ввійшли до остаточного варіанту гробниці і Мікеланджело подарував їх Роберто Строцці                                            |
| «Раб, що рве пута» (італ. Schiavo ribelle)                                | Зберігається (зберігався) | статуя   | Лувр, Париж                             |                                        | первинно призначалися для гробниці папи Юлія ІІ «Раби» не ввійшли до остаточного варіанту гробниці і Мікеланджело подарував їх Роберто Строцці                                            |
| «Мойсей» (італ. Mosè)                                                     |                           | статуя   | Створено                                | бл. 1513 —1515                         | остаточно статуя була дороблена у 1542 році |
| «Мойсей» (італ. Mosè)                                                     | Розміри                   | статуя   | 235 см                                  |                                        | остаточно статуя була дороблена у 1542 році |
| «Мойсей» (італ. Mosè)                                                     | Матеріал                  | статуя   | мармур                                  |                                        | остаточно статуя була дороблена у 1542 році |
| «Мойсей» (італ. Mosè)                                                     | Зберігається (зберігався) | статуя   | Сан П'єтро ін Вінколі, Рим              |                                        | остаточно статуя була дороблена у 1542 році |
| «Христос із хрестом» (італ. Primo Cristo della Minerva)                   |                           | статуя   | Створено                                | бл. 1514 —1516                         | Мікеланджело не доробив цю статую, оскільки виявив чорну жилку у мармурі суттєво скульптуру було перероблено вже у XVII столітті                                                          |
| «Христос із хрестом» (італ. Primo Cristo della Minerva)                   | Розміри                   | статуя   | ? см                                    |                                        | Мікеланджело не доробив цю статую, оскільки виявив чорну жилку у мармурі суттєво скульптуру було перероблено вже у XVII столітті                                                          |
| «Христос із хрестом» (італ. Primo Cristo della Minerva)                   | Матеріал                  | статуя   | мармур                                  |                                        | Мікеланджело не доробив цю статую, оскільки виявив чорну жилку у мармурі суттєво скульптуру було перероблено вже у XVII столітті                                                          |
| «Христос із хрестом» (італ. Primo Cristo della Minerva)                   | Зберігається (зберігався) | статуя   | Сан Віченцо, Бассано-Романо             |                                        | Мікеланджело не доробив цю статую, оскільки виявив чорну жилку у мармурі суттєво скульптуру було перероблено вже у XVII столітті                                                          |
| «Христос із хрестом» (італ. Cristo della Minerva)                         |                           | статуя   | Створено                                | бл. 1519 —1520                         | Себастьяно дель Пьйомбо казав, що «самі тільки коліна цієї статуї цінніші за цілий Рим»                                                                                                   |
| «Христос із хрестом» (італ. Cristo della Minerva)                         | Розміри                   | статуя   | 205 см                                  |                                        | Себастьяно дель Пьйомбо казав, що «самі тільки коліна цієї статуї цінніші за цілий Рим»                                                                                                   |
| «Христос із хрестом» (італ. Cristo della Minerva)                         | Матеріал                  | статуя   | мармур                                  |                                        | Себастьяно дель Пьйомбо казав, що «самі тільки коліна цієї статуї цінніші за цілий Рим»                                                                                                   |
| «Христос із хрестом» (італ. Cristo della Minerva)                         | Зберігається (зберігався) | статуя   | Санта Марія сопра Мінерва, Рим          |                                        | Себастьяно дель Пьйомбо казав, що «самі тільки коліна цієї статуї цінніші за цілий Рим»                                                                                                   |
| «Молодий раб» (італ. Schiavo giovane)                                     |                           | статуя   | Створено                                | бл. 1519 —1536                         | первинно статуї призначалися для гробниці папи Юлія ІІ, однак, не ввійшли до остаточного варіанту у 1575 році Бернардо Буонталенті ввів їх до композиції гроту у Садах Боболі (Флоренція) |
| «Молодий раб» (італ. Schiavo giovane)                                     | Розміри                   | статуя   | 256 см                                  |                                        | первинно статуї призначалися для гробниці папи Юлія ІІ, однак, не ввійшли до остаточного варіанту у 1575 році Бернардо Буонталенті ввів їх до композиції гроту у Садах Боболі (Флоренція) |
| «Молодий раб» (італ. Schiavo giovane)                                     | Матеріал                  | статуя   | мармур                                  |                                        | первинно статуї призначалися для гробниці папи Юлія ІІ, однак, не ввійшли до остаточного варіанту у 1575 році Бернардо Буонталенті ввів їх до композиції гроту у Садах Боболі (Флоренція) |
| «Молодий раб» (італ. Schiavo giovane)                                     | Зберігається (зберігався) | статуя   | Академія витончених мистецтв, Флоренція |                                        | первинно статуї призначалися для гробниці папи Юлія ІІ, однак, не ввійшли до остаточного варіанту у 1575 році Бернардо Буонталенті ввів їх до композиції гроту у Садах Боболі (Флоренція) |
| «Бородатий раб» (італ. Schiavo barbuto)                                   |                           | статуя   | Створено                                | бл. 1519 —1536                         | первинно статуї призначалися для гробниці папи Юлія ІІ, однак, не ввійшли до остаточного варіанту у 1575 році Бернардо Буонталенті ввів їх до композиції гроту у Садах Боболі (Флоренція) |
| «Бородатий раб» (італ. Schiavo barbuto)                                   | Розміри                   | статуя   | 263 см                                  |                                        | первинно статуї призначалися для гробниці папи Юлія ІІ, однак, не ввійшли до остаточного варіанту у 1575 році Бернардо Буонталенті ввів їх до композиції гроту у Садах Боболі (Флоренція) |
| «Бородатий раб» (італ. Schiavo barbuto)                                   | Матеріал                  | статуя   | мармур                                  |                                        | первинно статуї призначалися для гробниці папи Юлія ІІ, однак, не ввійшли до остаточного варіанту у 1575 році Бернардо Буонталенті ввів їх до композиції гроту у Садах Боболі (Флоренція) |
| «Бородатий раб» (італ. Schiavo barbuto)                                   | Зберігається (зберігався) | статуя   | Академія витончених мистецтв, Флоренція |                                        | первинно статуї призначалися для гробниці папи Юлія ІІ, однак, не ввійшли до остаточного варіанту у 1575 році Бернардо Буонталенті ввів їх до композиції гроту у Садах Боболі (Флоренція) |
| «Атлант» (італ. Schiavo detto «Atlante»)                                  |                           | статуя   | Створено                                | бл. 1519 —1536                         | первинно статуї призначалися для гробниці папи Юлія ІІ, однак, не ввійшли до остаточного варіанту у 1575 році Бернардо Буонталенті ввів їх до композиції гроту у Садах Боболі (Флоренція) |
| «Атлант» (італ. Schiavo detto «Atlante»)                                  | Розміри                   | статуя   | 277 см                                  |                                        | первинно статуї призначалися для гробниці папи Юлія ІІ, однак, не ввійшли до остаточного варіанту у 1575 році Бернардо Буонталенті ввів їх до композиції гроту у Садах Боболі (Флоренція) |
| «Атлант» (італ. Schiavo detto «Atlante»)                                  | Матеріал                  | статуя   | мармур                                  |                                        | первинно статуї призначалися для гробниці папи Юлія ІІ, однак, не ввійшли до остаточного варіанту у 1575 році Бернардо Буонталенті ввів їх до композиції гроту у Садах Боболі (Флоренція) |
| «Атлант» (італ. Schiavo detto «Atlante»)                                  | Зберігається (зберігався) | статуя   | Академія витончених мистецтв, Флоренція |                                        | первинно статуї призначалися для гробниці папи Юлія ІІ, однак, не ввійшли до остаточного варіанту у 1575 році Бернардо Буонталенті ввів їх до композиції гроту у Садах Боболі (Флоренція) |
| «Раб, що пробуджується» (італ. Schiavo che si ridesta)                    |                           | статуя   | Створено                                | бл. 1519 —1536                         | первинно статуї призначалися для гробниці папи Юлія ІІ, однак, не ввійшли до остаточного варіанту у 1575 році Бернардо Буонталенті ввів їх до композиції гроту у Садах Боболі (Флоренція) |
| «Раб, що пробуджується» (італ. Schiavo che si ridesta)                    | Розміри                   | статуя   | 267 см                                  |                                        | первинно статуї призначалися для гробниці папи Юлія ІІ, однак, не ввійшли до остаточного варіанту у 1575 році Бернардо Буонталенті ввів їх до композиції гроту у Садах Боболі (Флоренція) |
| «Раб, що пробуджується» (італ. Schiavo che si ridesta)                    | Матеріал                  | статуя   | мармур                                  |                                        | первинно статуї призначалися для гробниці папи Юлія ІІ, однак, не ввійшли до остаточного варіанту у 1575 році Бернардо Буонталенті ввів їх до композиції гроту у Садах Боболі (Флоренція) |
| «Раб, що пробуджується» (італ. Schiavo che si ridesta)                    | Зберігається (зберігався) | статуя   | Академія витончених мистецтв, Флоренція |                                        | первинно статуї призначалися для гробниці папи Юлія ІІ, однак, не ввійшли до остаточного варіанту у 1575 році Бернардо Буонталенті ввів їх до композиції гроту у Садах Боболі (Флоренція) |
| «Мадонна Медичі» (італ. Madonna Medici)                                   |                           | статуя   | Створено                                | бл. 1521 —1534                         | незавершеність статуї також трактується як художній засіб скульптора |
| «Мадонна Медичі» (італ. Madonna Medici)                                   | Розміри                   | статуя   | 226 см                                  |                                        | незавершеність статуї також трактується як художній засіб скульптора |
| «Мадонна Медичі» (італ. Madonna Medici)                                   | Матеріал                  | статуя   | мармур                                  |                                        | незавершеність статуї також трактується як художній засіб скульптора |
| «Мадонна Медичі» (італ. Madonna Medici)                                   | Зберігається (зберігався) | статуя   | Капела Медичі, Флоренція                |                                        | незавершеність статуї також трактується як художній засіб скульптора |
| «Лоренцо II Медичі» (італ. Ritratto di Lorenzo de' Medici duca di Urbino) |                           | статуя   | Створено                                | бл. 1521 —1534                         | статуя не має портретної схожості, адже Мікеланджело негативно ставився до портретів |
| «Лоренцо II Медичі» (італ. Ritratto di Lorenzo de' Medici duca di Urbino) | Розміри                   | статуя   | 175 × 80 см                             |                                        | статуя не має портретної схожості, адже Мікеланджело негативно ставився до портретів |
| «Лоренцо II Медичі» (італ. Ritratto di Lorenzo de' Medici duca di Urbino) | Матеріал                  | статуя   | мармур                                  |                                        | статуя не має портретної схожості, адже Мікеланджело негативно ставився до портретів |
| «Лоренцо II Медичі» (італ. Ritratto di Lorenzo de' Medici duca di Urbino) | Зберігається (зберігався) | статуя   | Капела Медичі, Флоренція                |                                        | статуя не має портретної схожості, адже Мікеланджело негативно ставився до портретів |
| «Ранок» (італ. Aurora)                                                    |                           | статуя   | Створено                                | бл. 1521 —1534                         | |
| «Ранок» (італ. Aurora)                                                    | Розміри                   | статуя   | 155 × 180 см                            |                                        | |
| «Ранок» (італ. Aurora)                                                    | Матеріал                  | статуя   | мармур                                  |                                        | |
| «Ранок» (італ. Aurora)                                                    | Зберігається (зберігався) | статуя   | Капела Медичі, Флоренція                |                                        | |
| «Вечір» (італ. Crepuscolo)                                                |                           | статуя   | Створено                                | бл. 1521 —1534                         | |
| «Вечір» (італ. Crepuscolo)                                                | Розміри                   | статуя   | 155 × 170 см                            |                                        | |
| «Вечір» (італ. Crepuscolo)                                                | Матеріал                  | статуя   | мармур                                  |                                        | |
| «Вечір» (італ. Crepuscolo)                                                | Зберігається (зберігався) | статуя   | Капела Медичі, Флоренція                |                                        | |
| «Джуліано Медичі» (італ. Ritratto di Giuliano de' Medici duca di Nemours) |                           | статуя   | Створено                                | бл. 1526 —1534                         | статуя не має портретної схожості, адже Мікеланджело негативно ставився до портретів |
| «Джуліано Медичі» (італ. Ritratto di Giuliano de' Medici duca di Nemours) | Розміри                   | статуя   | 168 × 80 см                             |                                        | статуя не має портретної схожості, адже Мікеланджело негативно ставився до портретів |
| «Джуліано Медичі» (італ. Ritratto di Giuliano de' Medici duca di Nemours) | Матеріал                  | статуя   | мармур                                  |                                        | статуя не має портретної схожості, адже Мікеланджело негативно ставився до портретів |
| «Джуліано Медичі» (італ. Ritratto di Giuliano de' Medici duca di Nemours) | Зберігається (зберігався) | статуя   | Капела Медичі, Флоренція                |                                        | статуя не має портретної схожості, адже Мікеланджело негативно ставився до портретів |
| «Ніч» (італ. Notte)                                                       |                           | статуя   | Створено                                | бл. 1526 —1531                         | Джованні Строцці написав епіграму «До „Ночі“» (1545). Мікеланджело відповів від її імені теж віршовано                                                                                    |
| «Ніч» (італ. Notte)                                                       | Розміри                   | статуя   | 155 × 150 см                            |                                        | Джованні Строцці написав епіграму «До „Ночі“» (1545). Мікеланджело відповів від її імені теж віршовано                                                                                    |
| «Ніч» (італ. Notte)                                                       | Матеріал                  | статуя   | мармур                                  |                                        | Джованні Строцці написав епіграму «До „Ночі“» (1545). Мікеланджело відповів від її імені теж віршовано                                                                                    |
| «Ніч» (італ. Notte)                                                       | Зберігається (зберігався) | статуя   | Капела Медичі, Флоренція                |                                        | Джованні Строцці написав епіграму «До „Ночі“» (1545). Мікеланджело відповів від її імені теж віршовано                                                                                    |
| «День» (італ. Giorno)                                                     |                           | статуя   | Створено                                | бл. 1526 —1534                         | |
| «День» (італ. Giorno)                                                     | Розміри                   | статуя   | 160 × 150 см                            |                                        | |
| «День» (італ. Giorno)                                                     | Матеріал                  | статуя   | мармур                                  |                                        | |
| «День» (італ. Giorno)                                                     | Зберігається (зберігався) | статуя   | Капела Медичі, Флоренція                |                                        | |
| «Хлопчик, що скорчився» (італ. Ragazzo accovacciato)                      |                           | статуя   | Створено                                | бл. 1524                               | Можливо, що статуя призначалася для капели |
| «Хлопчик, що скорчився» (італ. Ragazzo accovacciato)                      | Розміри                   | статуя   | 54 см                                   |                                        | Можливо, що статуя призначалася для капели |
| «Хлопчик, що скорчився» (італ. Ragazzo accovacciato)                      | Матеріал                  | статуя   | мармур                                  |                                        | Можливо, що статуя призначалася для капели |
| «Хлопчик, що скорчився» (італ. Ragazzo accovacciato)                      | Зберігається (зберігався) | статуя   | Ермітаж, Санкт-Петербург                |                                        | Можливо, що статуя призначалася для капели |
| «Аполлон» (італ. David-Apollo)                                            |                           | статуя   | Створено                                | бл. 1530                               | першопочатково це мала бути статуя «Давида» |
| «Аполлон» (італ. David-Apollo)                                            | Розміри                   | статуя   | 149 см                                  |                                        | першопочатково це мала бути статуя «Давида» |
| «Аполлон» (італ. David-Apollo)                                            | Матеріал                  | статуя   | мармур                                  |                                        | першопочатково це мала бути статуя «Давида» |
| «Аполлон» (італ. David-Apollo)                                            | Зберігається (зберігався) | статуя   | Музей Барджелло, Флоренція              |                                        | першопочатково це мала бути статуя «Давида» |
| «Геній перемоги» (італ. Genio della Vittoria)                             |                           | статуя   | Створено                                | бл. 1532 —1534                         | можливо, що статуя теж призначалася для гробниці папи Юлія ІІ |
| «Геній перемоги» (італ. Genio della Vittoria)                             | Розміри                   | статуя   | 261 см                                  |                                        | можливо, що статуя теж призначалася для гробниці папи Юлія ІІ |
| «Геній перемоги» (італ. Genio della Vittoria)                             | Матеріал                  | статуя   | мармур                                  |                                        | можливо, що статуя теж призначалася для гробниці папи Юлія ІІ |
| «Геній перемоги» (італ. Genio della Vittoria)                             | Зберігається (зберігався) | статуя   | Палаццо Веккйо, Флоренція               |                                        | можливо, що статуя теж призначалася для гробниці папи Юлія ІІ |
| «Брут» (італ. Bruto)                                                      |                           | бюст     | Створено                                | бл. 1538                               | було замовлено після знакового вбивства Алессандро Медичі |
| «Брут» (італ. Bruto)                                                      | Розміри                   | бюст     | 74 см                                   |                                        | було замовлено після знакового вбивства Алессандро Медичі |
| «Брут» (італ. Bruto)                                                      | Матеріал                  | бюст     | мармур                                  |                                        | було замовлено після знакового вбивства Алессандро Медичі |
| «Брут» (італ. Bruto)                                                      | Зберігається (зберігався) | бюст     | Музей Барджелло, Флоренція              |                                        | було замовлено після знакового вбивства Алессандро Медичі |
| «Рахіль» (італ. Rachele)                                                  |                           | статуя   | Створено                                | бл. 1542                               | |
| «Рахіль» (італ. Rachele)                                                  | Розміри                   | статуя   | 209 см                                  |                                        | |
| «Рахіль» (італ. Rachele)                                                  | Матеріал                  | статуя   | мармур                                  |                                        | |
| «Рахіль» (італ. Rachele)                                                  | Зберігається (зберігався) | статуя   | Сан П'єтро ін Вінколі, Рим              |                                        | |
| «Лія» (італ. Lia)                                                         |                           | статуя   | Створено                                | бл. 1542                               | |
| «Лія» (італ. Lia)                                                         | Розміри                   | статуя   | 197 см                                  |                                        | |
| «Лія» (італ. Lia)                                                         | Матеріал                  | статуя   | мармур                                  |                                        | |
| «Лія» (італ. Lia)                                                         | Зберігається (зберігався) | статуя   | Сан П'єтро ін Вінколі, Рим              |                                        | |
| «Юлій II» (італ. Giulio II)                                               |                           | статуя   | Створено                                | бл. 1542 —1545                         | Автором статуї вважався Томмазо Босколі. Після проведеної реставрації вважається, що значна частина статуї «Юлія II», якщо не вся вона, належить руці Мікеланджело                        |
| «Юлій II» (італ. Giulio II)                                               | Розміри                   | статуя   | ? см                                    |                                        | Автором статуї вважався Томмазо Босколі. Після проведеної реставрації вважається, що значна частина статуї «Юлія II», якщо не вся вона, належить руці Мікеланджело                        |
| «Юлій II» (італ. Giulio II)                                               | Матеріал                  | статуя   | мармур                                  |                                        | Автором статуї вважався Томмазо Босколі. Після проведеної реставрації вважається, що значна частина статуї «Юлія II», якщо не вся вона, належить руці Мікеланджело                        |
| «Юлій II» (італ. Giulio II)                                               | Зберігається (зберігався) | статуя   | Сан П'єтро ін Вінколі, Рим              |                                        | Автором статуї вважався Томмазо Босколі. Після проведеної реставрації вважається, що значна частина статуї «Юлія II», якщо не вся вона, належить руці Мікеланджело                        |
| «П'єта ІІ» (італ. Pietà Bandini)                                          |                           | статуя   | Створено                                | бл. 1547 —1555                         | Мікеланджело розбив статую, але його учень Тіберіо Кальканьї відновив її за попередньої моделлю                                                                                           |
| «П'єта ІІ» (італ. Pietà Bandini)                                          | Розміри                   | статуя   | 226 см                                  |                                        | Мікеланджело розбив статую, але його учень Тіберіо Кальканьї відновив її за попередньої моделлю                                                                                           |
| «П'єта ІІ» (італ. Pietà Bandini)                                          | Матеріал                  | статуя   | мармур                                  |                                        | Мікеланджело розбив статую, але його учень Тіберіо Кальканьї відновив її за попередньої моделлю                                                                                           |
| «П'єта ІІ» (італ. Pietà Bandini)                                          | Зберігається (зберігався) | статуя   | Опера-дель-Дуомо, Флоренція             |                                        | Мікеланджело розбив статую, але його учень Тіберіо Кальканьї відновив її за попередньої моделлю                                                                                           |
| «Палестринська П'єта» (італ. Pietà di Palestrina)                         |                           | статуя   | Створено                                | бл. 1555                               | авторство Мікеланджело під питанням |
| «Палестринська П'єта» (італ. Pietà di Palestrina)                         | Розміри                   | статуя   | 253 см                                  |                                        | авторство Мікеланджело під питанням |
| «Палестринська П'єта» (італ. Pietà di Palestrina)                         | Матеріал                  | статуя   | мармур                                  |                                        | авторство Мікеланджело під питанням |
| «Палестринська П'єта» (італ. Pietà di Palestrina)                         | Зберігається (зберігався) | статуя   | Академія витончених мистецтв, Флоренція |                                        | авторство Мікеланджело під питанням |
| «П'єта Ронданіні» (італ. Pietà Rondanini)                                 |                           | статуя   | Створено                                | бл. 1555 —1564                         | на думку британського скульптора Генрі Мура, у статуї — «усі вісімдесят дев'ять років життя Мікеланджело»                                                                                 |
| «П'єта Ронданіні» (італ. Pietà Rondanini)                                 | Розміри                   | статуя   | 195 см                                  |                                        | на думку британського скульптора Генрі Мура, у статуї — «усі вісімдесят дев'ять років життя Мікеланджело»                                                                                 |
| «П'єта Ронданіні» (італ. Pietà Rondanini)                                 | Матеріал                  | статуя   | мармур                                  |                                        | на думку британського скульптора Генрі Мура, у статуї — «усі вісімдесят дев'ять років життя Мікеланджело»                                                                                 |
| «П'єта Ронданіні» (італ. Pietà Rondanini)                                 | Зберігається (зберігався) | статуя   | Замок Сфорца, Мілан                     |                                        | на думку британського скульптора Генрі Мура, у статуї — «усі вісімдесят дев'ять років життя Мікеланджело»                                                                                 |

### Моделі скульптур
Нижче наведено деякі приклади штудій людського тіла Мікеланджело. Вони належать до флорентійських періодів творчості скульптора (бл. 1500 —1505 рр. та бл. 1513 —1534 рр.) й зберігаються у музеї Каза Буонарроті. На думку деяких дослідників (серед них — Шарль де Тольнай) тільки моделі у колекції Каза Буонарроті є справжніми.

## Живопис

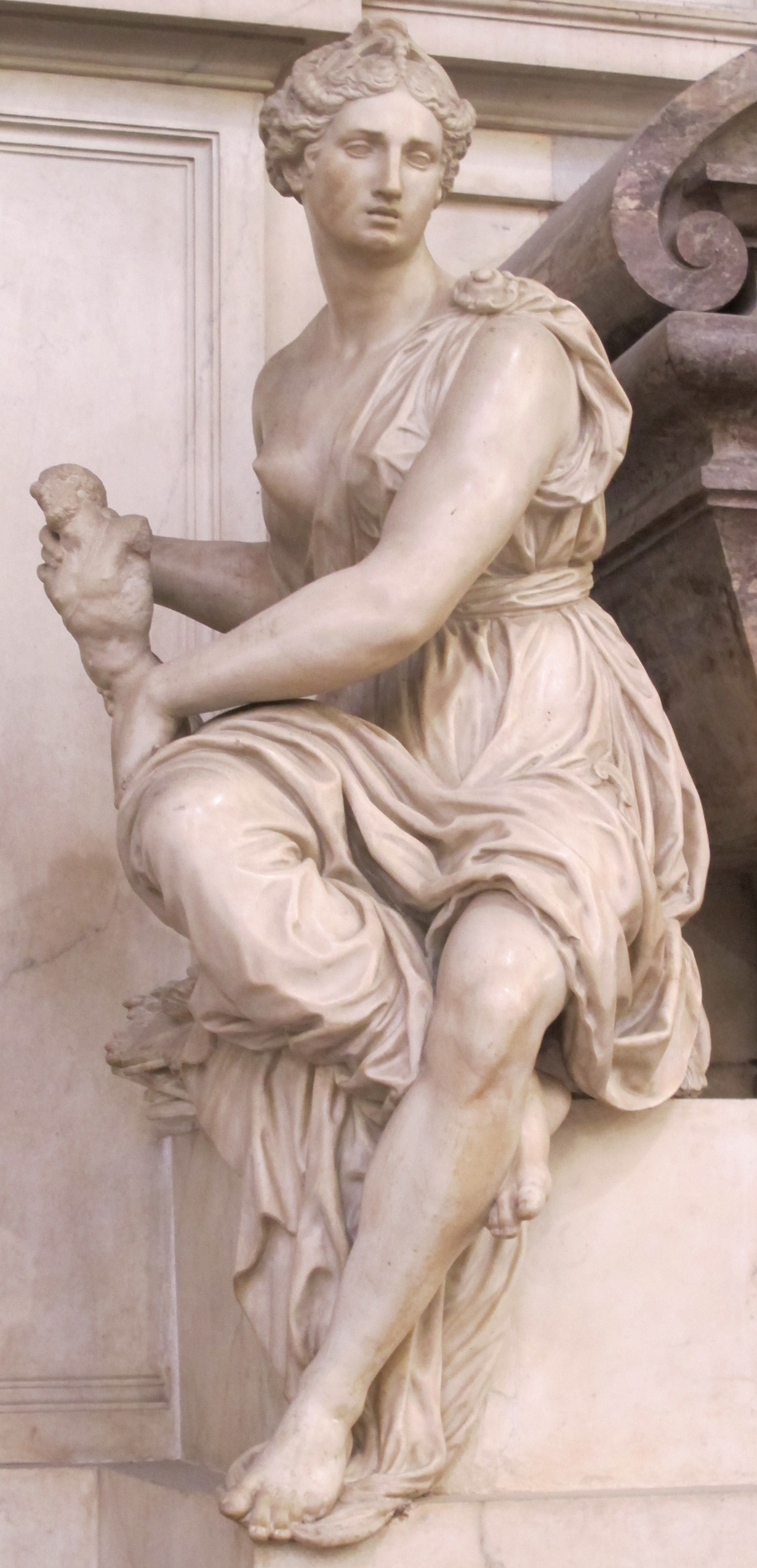
«Муза Живопису»
(Джованні Баттіста Лоренці)

| Назва                                                            | Зображення                | Тип / техніка       | Інформація                                 | Інформація                         | Примітки                                                                              |
| ---------------------------------------------------------------- | ------------------------- | ------------------- | ------------------------------------------ | ---------------------------------- | ------------------------------------------------------------------------------------- |
| «Муки Святого Антонія» (італ. Tormento di sant'Antonio)          |                           | темпера             | Створено                                   | бл. 1487 —1488                     | авторство Мікеланджело під питанням                                                   |
| «Муки Святого Антонія» (італ. Tormento di sant'Antonio)          | Розміри                   | темпера             | 47 × 35 см                                 |                                    | авторство Мікеланджело під питанням                                                   |
| «Муки Святого Антонія» (італ. Tormento di sant'Antonio)          | Матеріал                  | темпера             | дерево                                     |                                    | авторство Мікеланджело під питанням                                                   |
| «Муки Святого Антонія» (італ. Tormento di sant'Antonio)          | Зберігається (зберігався) | темпера             | Кімбелл, Форт-Ворт                         |                                    | авторство Мікеланджело під питанням                                                   |
| «Манчестерська Мадонна» (італ. Madonna di Manchester)            |                           | темпера             | Створено                                   | бл. 1497                           | авторство Мікеланджело під питанням                                                   |
| «Манчестерська Мадонна» (італ. Madonna di Manchester)            | Розміри                   | темпера             | 105 × 76 см                                |                                    | авторство Мікеланджело під питанням                                                   |
| «Манчестерська Мадонна» (італ. Madonna di Manchester)            | Матеріал                  | темпера             | дерево                                     |                                    | авторство Мікеланджело під питанням                                                   |
| «Манчестерська Мадонна» (італ. Madonna di Manchester)            | Зберігається (зберігався) | темпера             | Національна галерея, Лондон                |                                    | авторство Мікеланджело під питанням                                                   |
| «Стигмати Святого Франциска» (італ. Stigmate di san Francesco)   | втрачено                  | темпера             | Створено                                   | бл. 1500                           | про такий картон Мікеланджело згадує Вазарі                                           |
| «Стигмати Святого Франциска» (італ. Stigmate di san Francesco)   | втрачено                  | темпера             | Розміри                                    | ? см                               | про такий картон Мікеланджело згадує Вазарі                                           |
| «Стигмати Святого Франциска» (італ. Stigmate di san Francesco)   | втрачено                  | темпера             | Матеріал                                   | дерево                             | про такий картон Мікеланджело згадує Вазарі                                           |
| «Стигмати Святого Франциска» (італ. Stigmate di san Francesco)   | втрачено                  | темпера             | Зберігається (зберігався)                  | Сан П'єтро а Монторіо, Рим         | про такий картон Мікеланджело згадує Вазарі                                           |
| «Покладення до гробу» (італ. Deposizione di Cristo nel sepolcro) |                           | темпера             | Створено                                   | бл. 1500 —1501                     |                                                                                       |
| «Покладення до гробу» (італ. Deposizione di Cristo nel sepolcro) | Розміри                   | темпера             | 159 x 149 см                               |                                    |                                                                                       |
| «Покладення до гробу» (італ. Deposizione di Cristo nel sepolcro) | Матеріал                  | темпера             | дерево                                     |                                    |                                                                                       |
| «Покладення до гробу» (італ. Deposizione di Cristo nel sepolcro) | Зберігається (зберігався) | темпера             | Національна галерея, Лондон                |                                    |                                                                                       |
| «Битва при Кашині» (італ. Battaglia di Cascina)                  | втрачено                  | картон (для фрески) | Створено                                   | бл. 1505 —1506                     |                                                                                       |
| «Битва при Кашині» (італ. Battaglia di Cascina)                  | втрачено                  | картон (для фрески) | Розміри                                    | 700? × 1750? см (понад 116 м²)     |                                                                                       |
| «Битва при Кашині» (італ. Battaglia di Cascina)                  | втрачено                  | картон (для фрески) | Матеріал                                   | папір                              |                                                                                       |
| «Битва при Кашині» (італ. Battaglia di Cascina)                  | втрачено                  | картон (для фрески) | Зберігається (зберігався)                  | Палаццо Веккйо, Флоренція          |                                                                                       |
| «Мадонна Доні» (Святе Сімейство) (італ. Tondo Doni)              |                           | темпера             | Створено                                   | бл. 1506 —1508                     | єдина картина, безперечно намальована Мікеланджело                                    |
| «Мадонна Доні» (Святе Сімейство) (італ. Tondo Doni)              | Розміри                   | темпера             | 120 x 120 см                               |                                    | єдина картина, безперечно намальована Мікеланджело                                    |
| «Мадонна Доні» (Святе Сімейство) (італ. Tondo Doni)              | Матеріал                  | темпера             | дерево                                     |                                    | єдина картина, безперечно намальована Мікеланджело                                    |
| «Мадонна Доні» (Святе Сімейство) (італ. Tondo Doni)              | Зберігається (зберігався) | темпера             | Галерея Уффіці, Флоренція                  |                                    | єдина картина, безперечно намальована Мікеланджело                                    |
| Стеля Сикстинської капели (італ. Volta della Cappella Sistina)   |                           | фреска              | Створено                                   | бл. 1508 —1512                     | вважається компендіумом мистецтва Мікеланджело, Відродження та християнської теології |
| Стеля Сикстинської капели (італ. Volta della Cappella Sistina)   | Розміри                   | фреска              | 4093 × 1341 см                             |                                    | вважається компендіумом мистецтва Мікеланджело, Відродження та християнської теології |
| Стеля Сикстинської капели (італ. Volta della Cappella Sistina)   | Матеріал                  | фреска              |                                            |                                    | вважається компендіумом мистецтва Мікеланджело, Відродження та християнської теології |
| Стеля Сикстинської капели (італ. Volta della Cappella Sistina)   | Зберігається (зберігався) | фреска              | Сикстинська капела, Ватикан                |                                    | вважається компендіумом мистецтва Мікеланджело, Відродження та християнської теології |
| «Мадонна з немовлям» (італ. Madonna col Bambino)                 |                           | малюнок             | Створено                                   | бл. 1525                           |                                                                                       |
| «Мадонна з немовлям» (італ. Madonna col Bambino)                 | Розміри                   | малюнок             | 54,1 x 39,6 см                             |                                    |                                                                                       |
| «Мадонна з немовлям» (італ. Madonna col Bambino)                 | Матеріал                  | малюнок             | папір                                      |                                    |                                                                                       |
| «Мадонна з немовлям» (італ. Madonna col Bambino)                 | Зберігається (зберігався) | малюнок             | Каза Буонарроті, Флоренція                 |                                    |                                                                                       |
| «Титій» (італ. Tizio)                                            |                           | малюнок             | Створено                                   | бл. 1533                           | подарунок для Томмазо Кавальєрі                                                       |
| «Титій» (італ. Tizio)                                            | Розміри                   | малюнок             | 19,0 x 33,0 см                             |                                    | подарунок для Томмазо Кавальєрі                                                       |
| «Титій» (італ. Tizio)                                            | Матеріал                  | малюнок             | папір, італійський олівець                 |                                    | подарунок для Томмазо Кавальєрі                                                       |
| «Титій» (італ. Tizio)                                            | Зберігається (зберігався) | малюнок             | Королівська бібліотека, Віндзорський замок |                                    | подарунок для Томмазо Кавальєрі                                                       |
| «Клеопатра» (італ. Cleopatra)                                    |                           | малюнок             | Створено                                   | бл. 1533 —1534                     | можливо, ескіз для статуї «Ранок»                                                     |
| «Клеопатра» (італ. Cleopatra)                                    | Розміри                   | малюнок             | 35,5 x 25 см                               |                                    | можливо, ескіз для статуї «Ранок»                                                     |
| «Клеопатра» (італ. Cleopatra)                                    | Матеріал                  | малюнок             | папір                                      |                                    | можливо, ескіз для статуї «Ранок»                                                     |
| «Клеопатра» (італ. Cleopatra)                                    | Зберігається (зберігався) | малюнок             | Галерея Уффіці, Флоренція                  |                                    | можливо, ескіз для статуї «Ранок»                                                     |
| «Страшний суд» (італ. Giudizio Universale)                       |                           | фреска              | Створено                                   | бл. 1537 —1541                     |                                                                                       |
| «Страшний суд» (італ. Giudizio Universale)                       | Розміри                   | фреска              | 1370 x 1220 см                             |                                    |                                                                                       |
| «Страшний суд» (італ. Giudizio Universale)                       | Матеріал                  | фреска              |                                            |                                    |                                                                                       |
| «Страшний суд» (італ. Giudizio Universale)                       | Зберігається (зберігався) | фреска              | Сикстинська капела, Ватикан                |                                    |                                                                                       |
| «Леда і лебідь» (італ. Leda e il cigno)                          | втрачено                  | темпера             | Створено                                   | бл. 1530                           | Копія за Мікеланджело                                                                 |
| «Леда і лебідь» (італ. Leda e il cigno)                          | втрачено                  | темпера             | Розміри                                    | ? см                               | Копія за Мікеланджело                                                                 |
| «Леда і лебідь» (італ. Leda e il cigno)                          | втрачено                  | темпера             | Матеріал                                   | дерево                             | Копія за Мікеланджело                                                                 |
| «Леда і лебідь» (італ. Leda e il cigno)                          | втрачено                  | темпера             | Зберігається (зберігався)                  | Палац Фонтенбло, Франція (до 1536) | Копія за Мікеланджело                                                                 |
| «Не торкайся до мене» (італ. Noli me tangere)                    | втрачено                  | темпера             | Створено                                   | бл. 1531                           | Джакопо Понтормо. За Мікеланджело                                                     |
| «Не торкайся до мене» (італ. Noli me tangere)                    | втрачено                  | темпера             | Розміри                                    | ? см                               | Джакопо Понтормо. За Мікеланджело                                                     |
| «Не торкайся до мене» (італ. Noli me tangere)                    | втрачено                  | темпера             | Матеріал                                   | дерево                             | Джакопо Понтормо. За Мікеланджело                                                     |
| «Не торкайся до мене» (італ. Noli me tangere)                    | втрачено                  | темпера             | Зберігається (зберігався)                  |                                    | Джакопо Понтормо. За Мікеланджело                                                     |
| «Венера й Амур» (італ. Venere e Amore)                           | втрачено                  | темпера             | Створено                                   | бл. 1532 —1534                     | Джакопо Понтормо. За Мікеланджело                                                     |
| «Венера й Амур» (італ. Venere e Amore)                           | втрачено                  | темпера             | Розміри                                    | ? см                               | Джакопо Понтормо. За Мікеланджело                                                     |
| «Венера й Амур» (італ. Venere e Amore)                           | втрачено                  | темпера             | Матеріал                                   | дерево                             | Джакопо Понтормо. За Мікеланджело                                                     |
| «Венера й Амур» (італ. Venere e Amore)                           | втрачено                  | темпера             | Зберігається (зберігався)                  |                                    | Джакопо Понтормо. За Мікеланджело                                                     |
| «Падіння Фаетона» (італ. Caduta di Fetonte)                      |                           | малюнок             | Створено                                   | бл. 1533                           | подарунок для Томмазо Кавальєрі                                                       |
| «Падіння Фаетона» (італ. Caduta di Fetonte)                      | Розміри                   | малюнок             | 31,2 x 21,5 см                             |                                    | подарунок для Томмазо Кавальєрі                                                       |
| «Падіння Фаетона» (італ. Caduta di Fetonte)                      | Матеріал                  | малюнок             | папір                                      |                                    | подарунок для Томмазо Кавальєрі                                                       |
| «Падіння Фаетона» (італ. Caduta di Fetonte)                      | Зберігається (зберігався) | малюнок             | Британський музей, Лондон                  |                                    | подарунок для Томмазо Кавальєрі                                                       |
| «Навернення Павла» (італ. Conversione di Saulo)                  |                           | фреска              | Створено                                   | бл. 1542 —1545                     |                                                                                       |
| «Навернення Павла» (італ. Conversione di Saulo)                  | Розміри                   | фреска              | 625 x 661 см                               |                                    |                                                                                       |
| «Навернення Павла» (італ. Conversione di Saulo)                  | Матеріал                  | фреска              |                                            |                                    |                                                                                       |
| «Навернення Павла» (італ. Conversione di Saulo)                  | Зберігається (зберігався) | фреска              | Капела Паоліна, Ватикан                    |                                    |                                                                                       |
| «Розп'яття Святого Петра» (італ. Crocifissione di San Pietro)    |                           | фреска              | Створено                                   | бл. 1545 —1550                     |                                                                                       |
| «Розп'яття Святого Петра» (італ. Crocifissione di San Pietro)    | Розміри                   | фреска              | 625 x 662 см                               |                                    |                                                                                       |
| «Розп'яття Святого Петра» (італ. Crocifissione di San Pietro)    | Матеріал                  | фреска              |                                            |                                    |                                                                                       |
| «Розп'яття Святого Петра» (італ. Crocifissione di San Pietro)    | Зберігається (зберігався) | фреска              | Капела Паоліна, Ватикан                    |                                    |                                                                                       |
| «Розп'яття» (італ. Crocifissione per Vittoria Colonna)           |                           | малюнок             | Створено                                   | бл. 1545                           | подарунок для Вітторії Колонна «rifinito»                                             |
| «Розп'яття» (італ. Crocifissione per Vittoria Colonna)           | Розміри                   | малюнок             | 37 x 27 см                                 |                                    | подарунок для Вітторії Колонна «rifinito»                                             |
| «Розп'яття» (італ. Crocifissione per Vittoria Colonna)           | Матеріал                  | малюнок             | папір                                      |                                    | подарунок для Вітторії Колонна «rifinito»                                             |
| «Розп'яття» (італ. Crocifissione per Vittoria Colonna)           | Зберігається (зберігався) | малюнок             | Британський музей, Лондон                  |                                    | подарунок для Вітторії Колонна «rifinito»                                             |
| «П'єта» (італ. Pietà per Vittoria Colonna)                       |                           | малюнок             | Створено                                   | бл. 1546                           | подарунок для Вітторії Колонна «rifinito»                                             |
| «П'єта» (італ. Pietà per Vittoria Colonna)                       | Розміри                   | малюнок             | 28,9 x 18,9 см                             |                                    | подарунок для Вітторії Колонна «rifinito»                                             |
| «П'єта» (італ. Pietà per Vittoria Colonna)                       | Матеріал                  | малюнок             | папір                                      |                                    | подарунок для Вітторії Колонна «rifinito»                                             |
| «П'єта» (італ. Pietà per Vittoria Colonna)                       | Зберігається (зберігався) | малюнок             | Музей Ізабелли Стюарт Гарднер, Бостон      |                                    | подарунок для Вітторії Колонна «rifinito»                                             |
| «Богоявлення» (італ. Epifania)                                   |                           | малюнок             | Створено                                   | бл. 1550 —1553                     |                                                                                       |
| «Богоявлення» (італ. Epifania)                                   | Розміри                   | малюнок             | 232 x 165 см                               |                                    |                                                                                       |
| «Богоявлення» (італ. Epifania)                                   | Матеріал                  | малюнок             | папір                                      |                                    |                                                                                       |
| «Богоявлення» (італ. Epifania)                                   | Зберігається (зберігався) | малюнок             | Британський музей, Лондон                  |                                    |                                                                                       |

### Ескізи й рисунки
Нижче наведено приклади ескізів Мікеланджело до втраченого картону «Битва при Кашині», фрески «Створення Адама» Сикстинської капели та композиції «Воскресіння Христа».

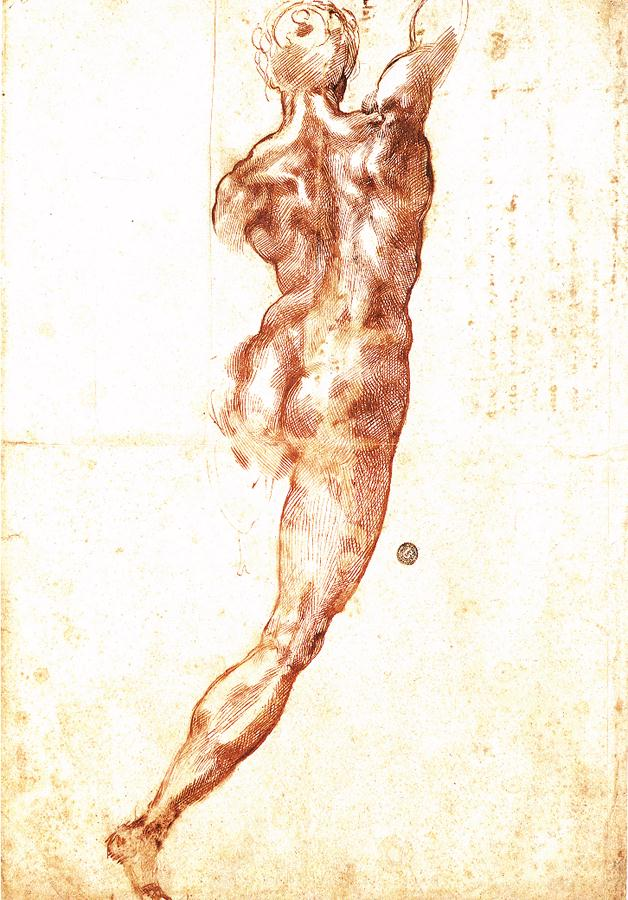
Ескіз для «Битви при Кашині» (перо і туш)
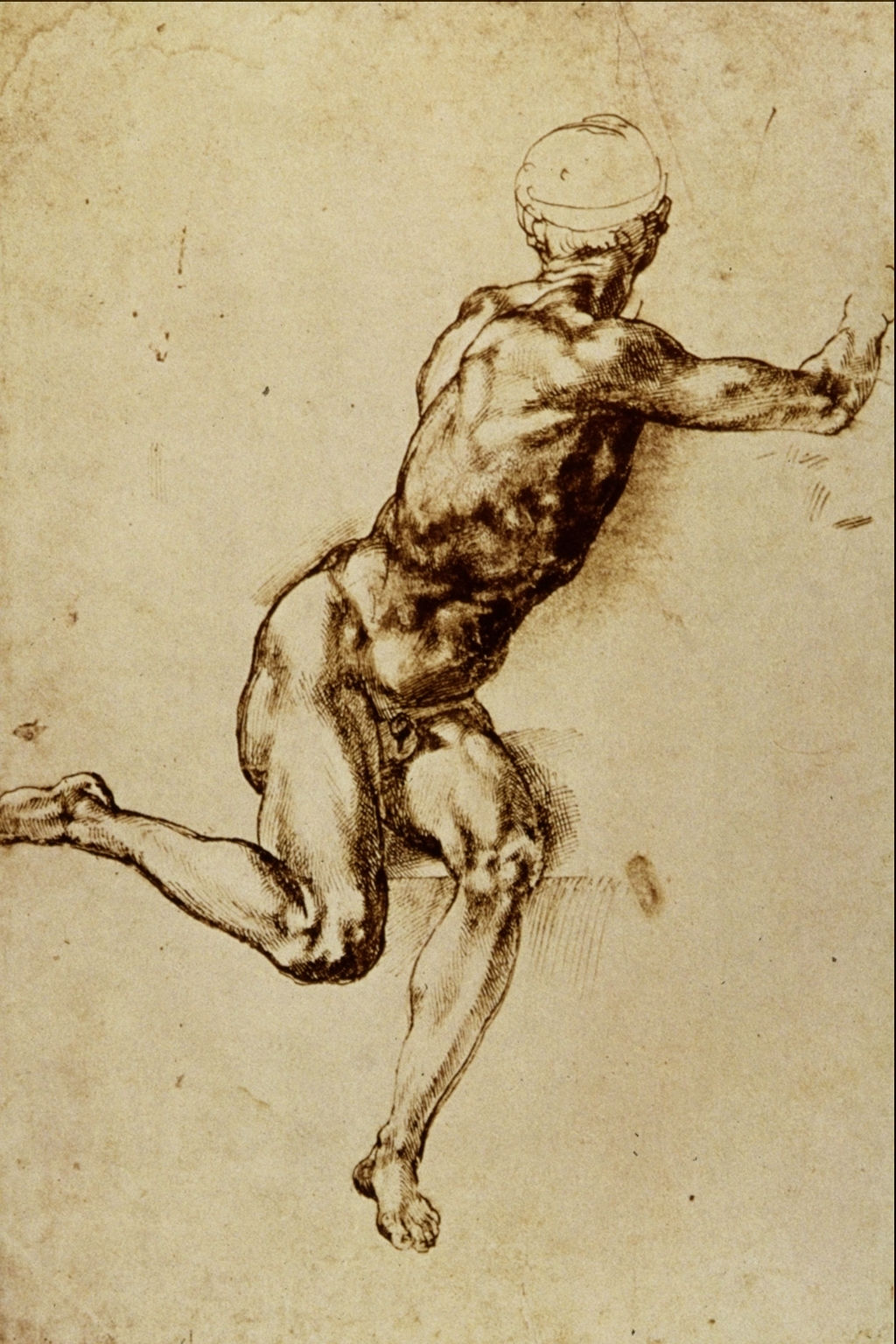
Ескіз для «Битви при Кашині» (перо і туш)
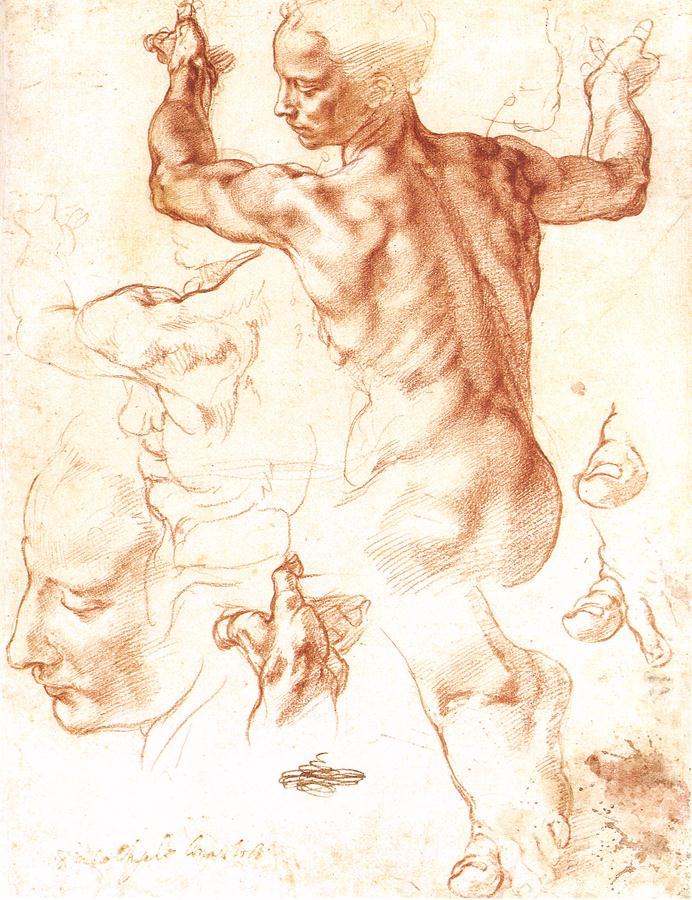
Ескіз для «Лівійської сивіли» (перо і туш)
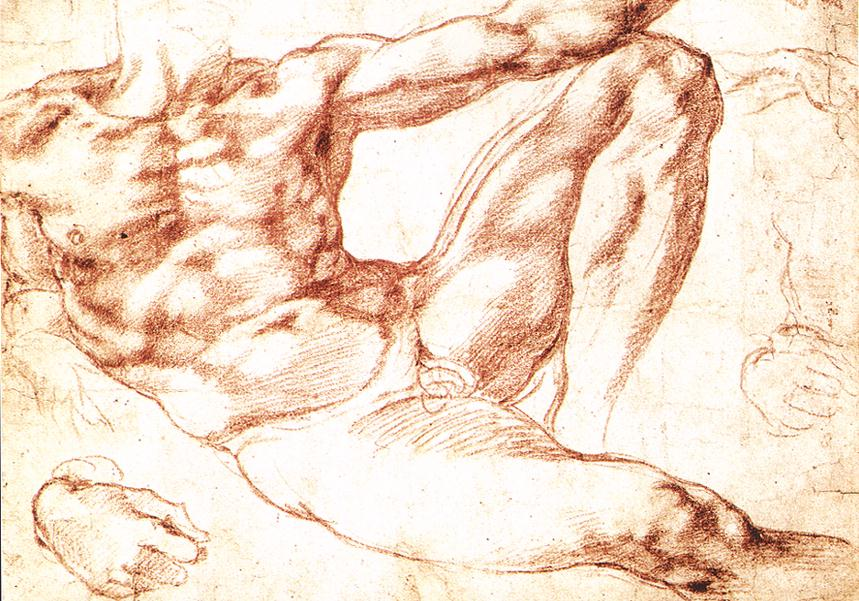
Ескіз до «Створення Адама» (перо і туш)
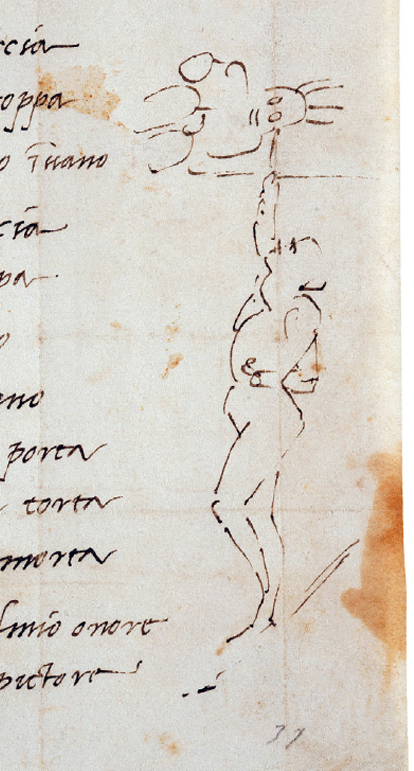
Карикатура до сонету «Нажив я воло тут, на риштуванні…»
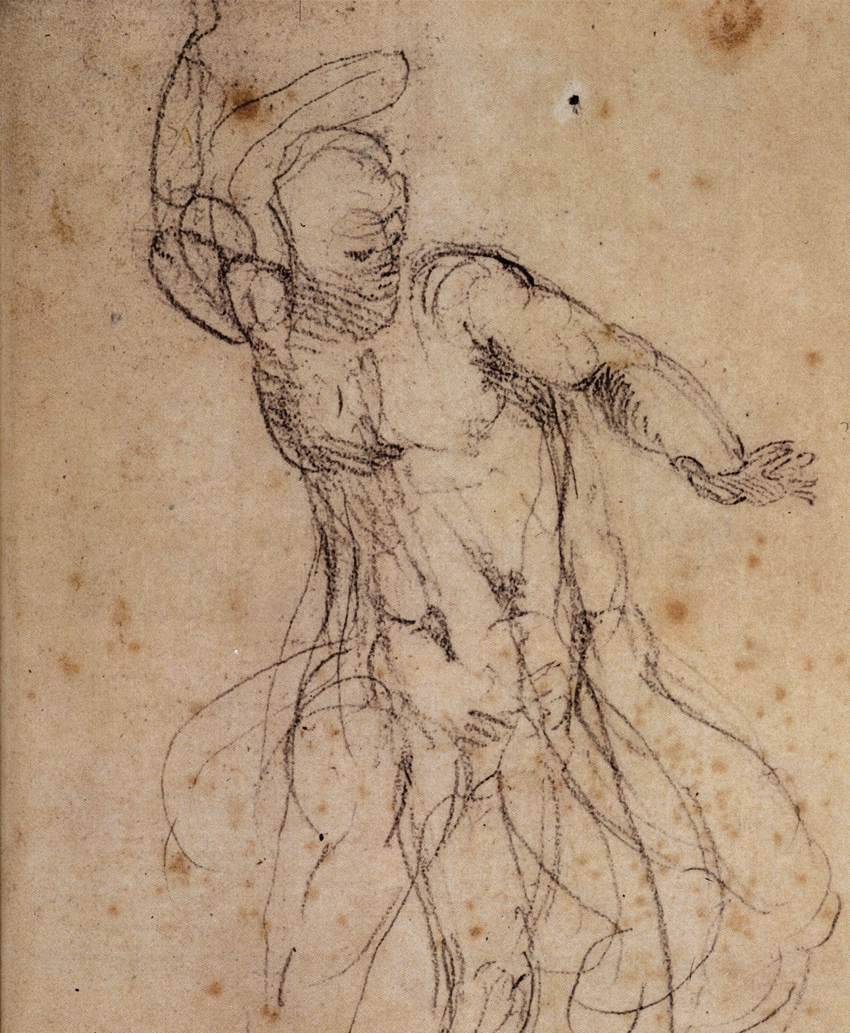
Ескіз до композиції «Воскресіння Христа»

## Архітектура

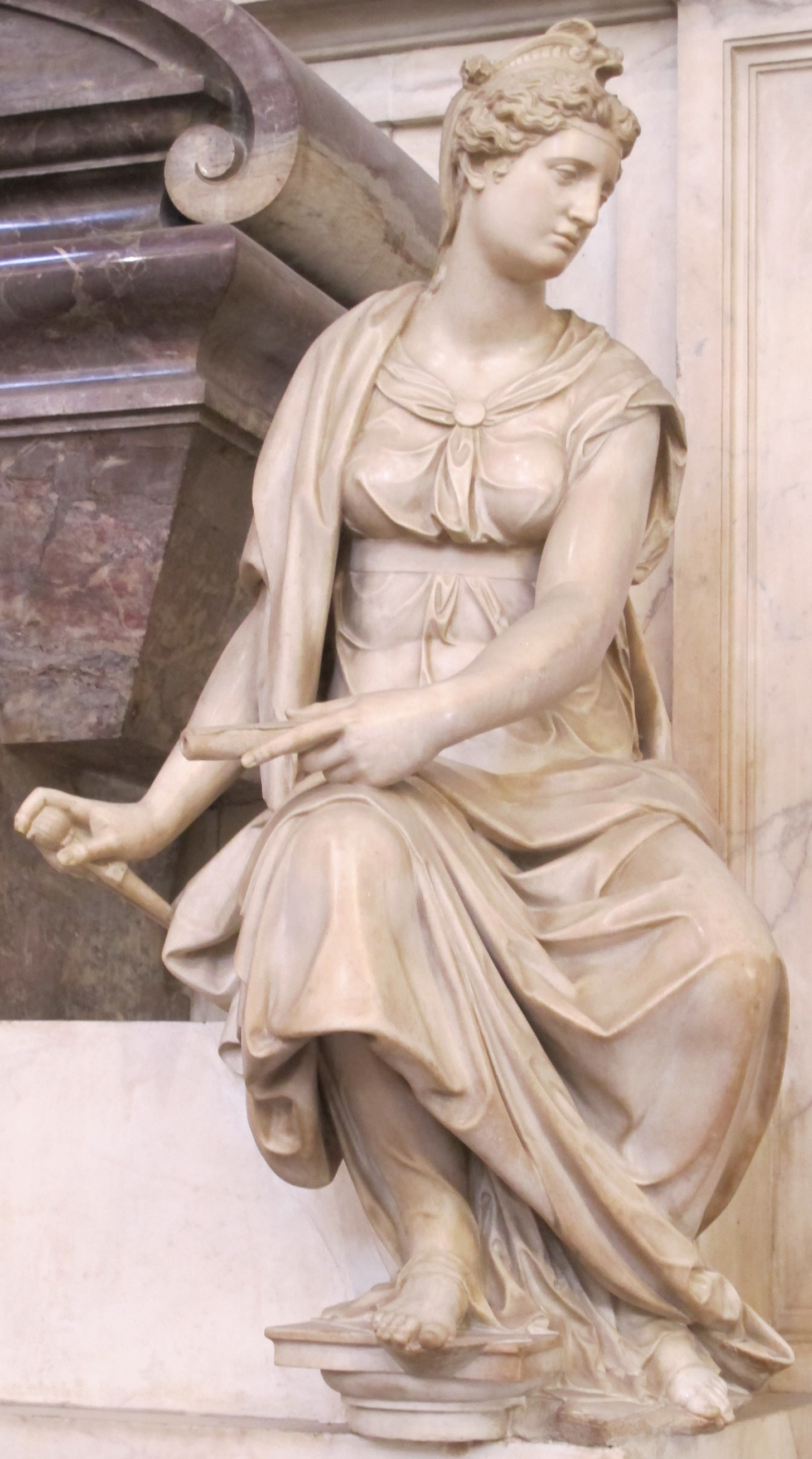
«Муза Архітектури»
(Джованні Баттіста Лоренці)

| Назва                                                                                 | Зображення   | Інформація                                        | Інформація     | Примітки                                                                         |
| ------------------------------------------------------------------------------------- | ------------ | ------------------------------------------------- | -------------- | -------------------------------------------------------------------------------- |
| Фасад церкви Святого Лоренцо (італ. Basilica di San Lorenzo)                          |              | Час створення / роботи над проектом               | бл. 1516 —1520 |                                                                                  |
| Фасад церкви Святого Лоренцо (італ. Basilica di San Lorenzo)                          | Замовник     | Папа Римський Лев Х                               |                |                                                                                  |
| Фасад церкви Святого Лоренцо (італ. Basilica di San Lorenzo)                          | Місто        | Флоренція                                         |                |                                                                                  |
| Фасад церкви Святого Лоренцо (італ. Basilica di San Lorenzo)                          | Стан проекту | невтілено                                         |                |                                                                                  |
| Надгробок Джуліано Медичі Нова сакристія церкви Сан-Лоренцо (італ. Sagrestia Nuova)   |              | Час створення / роботи над проектом               | бл. 1520 —1534 | до гробниці ввійшли «Джуліано», «Ніч» та «День»                                  |
| Надгробок Джуліано Медичі Нова сакристія церкви Сан-Лоренцо (італ. Sagrestia Nuova)   | Замовник     | Папа Римський Климент VII                         |                | до гробниці ввійшли «Джуліано», «Ніч» та «День»                                  |
| Надгробок Джуліано Медичі Нова сакристія церкви Сан-Лоренцо (італ. Sagrestia Nuova)   | Місто        | Флоренція                                         |                | до гробниці ввійшли «Джуліано», «Ніч» та «День»                                  |
| Надгробок Джуліано Медичі Нова сакристія церкви Сан-Лоренцо (італ. Sagrestia Nuova)   | Стан проекту | завершив Вазарі у 1556 році                       |                | до гробниці ввійшли «Джуліано», «Ніч» та «День»                                  |
| Надгробок Лоренцо II Медичі Нова сакристія церкви Сан Лоренцо (італ. Sagrestia Nuova) |              | Час створення / роботи над проектом               | бл. 1520 —1534 | до гробниці ввійшли «Лоренцо II Медичі», «Ранок» та «Вечір»                      |
| Надгробок Лоренцо II Медичі Нова сакристія церкви Сан Лоренцо (італ. Sagrestia Nuova) | Замовник     | Папа Римський Климент VII                         |                | до гробниці ввійшли «Лоренцо II Медичі», «Ранок» та «Вечір»                      |
| Надгробок Лоренцо II Медичі Нова сакристія церкви Сан Лоренцо (італ. Sagrestia Nuova) | Місто        | Флоренція                                         |                | до гробниці ввійшли «Лоренцо II Медичі», «Ранок» та «Вечір»                      |
| Надгробок Лоренцо II Медичі Нова сакристія церкви Сан Лоренцо (італ. Sagrestia Nuova) | Стан проекту | завершив Вазарі у 1556 році                       |                | до гробниці ввійшли «Лоренцо II Медичі», «Ранок» та «Вечір»                      |
| Читальний зал Бібліотека Лауренціана (італ. Biblioteca Medicea Laurenziana)           |              | Час створення / роботи над проектом               | бл. 1524 —1534 |                                                                                  |
| Читальний зал Бібліотека Лауренціана (італ. Biblioteca Medicea Laurenziana)           | Замовник     | Папа Римський Климент VII                         |                |                                                                                  |
| Читальний зал Бібліотека Лауренціана (італ. Biblioteca Medicea Laurenziana)           | Місто        | Флоренція                                         |                |                                                                                  |
| Читальний зал Бібліотека Лауренціана (італ. Biblioteca Medicea Laurenziana)           | Стан проекту | завершили Вазарі та Бартоломео Амманаті (1571)    |                |                                                                                  |
| Вестибюль Бібліотека Лауренціана (італ. Biblioteca Medicea Laurenziana)               |              | Час створення / роботи над проектом               | бл. 1524 —1534 |                                                                                  |
| Вестибюль Бібліотека Лауренціана (італ. Biblioteca Medicea Laurenziana)               | Замовник     | Папа Римський Климент VII                         |                |                                                                                  |
| Вестибюль Бібліотека Лауренціана (італ. Biblioteca Medicea Laurenziana)               | Місто        | Флоренція                                         |                |                                                                                  |
| Вестибюль Бібліотека Лауренціана (італ. Biblioteca Medicea Laurenziana)               | Стан проекту | завершили Вазарі та Бартоломео Амманаті (1571)    |                |                                                                                  |
| Фортифікації міста (італ. Fortificazioni di Firenze)                                  |              | Час створення / роботи над проектом               | бл. 1528 —1529 |                                                                                  |
| Фортифікації міста (італ. Fortificazioni di Firenze)                                  | Замовник     | Флорентійська республіка                          |                |                                                                                  |
| Фортифікації міста (італ. Fortificazioni di Firenze)                                  | Місто        | Флоренція                                         |                |                                                                                  |
| Фортифікації міста (італ. Fortificazioni di Firenze)                                  | Стан проекту | завершено                                         |                |                                                                                  |
| Площа Кампідольо (італ. Piazza del Campidoglio)                                       |              | Час створення / роботи над проектом               | бл. 1538 —1552 |                                                                                  |
| Площа Кампідольо (італ. Piazza del Campidoglio)                                       | Замовник     | Папа Римський Павло III                           |                |                                                                                  |
| Площа Кампідольо (італ. Piazza del Campidoglio)                                       | Місто        | Рим                                               |                |                                                                                  |
| Площа Кампідольо (італ. Piazza del Campidoglio)                                       | Стан проекту | було завершено після смерті Мікеланджело          |                |                                                                                  |
| План собору Святого Петра (італ. Piazza del Campidoglio)                              |              | Час створення / роботи над проектом               | бл. 1545 —1563 |                                                                                  |
| План собору Святого Петра (італ. Piazza del Campidoglio)                              | Замовник     | Папа Римський Павло III                           |                |                                                                                  |
| План собору Святого Петра (італ. Piazza del Campidoglio)                              | Місто        | Рим                                               |                |                                                                                  |
| План собору Святого Петра (італ. Piazza del Campidoglio)                              | Стан проекту | завершено (із модифікаціями)                      |                |                                                                                  |
| Гробниця папи Юлія ІІ (італ. Tomba di Giulio II)                                      |              | Час створення / роботи над проектом               | бл. 1503 —1545 | до гробниці ввійшли «Мойсей», «Рахіль» та «Лія» (було розроблено шість проектів) |
| Гробниця папи Юлія ІІ (італ. Tomba di Giulio II)                                      | Замовник     | Папа Римський Юлій II (пізніше — його спадкоємці) |                | до гробниці ввійшли «Мойсей», «Рахіль» та «Лія» (було розроблено шість проектів) |
| Гробниця папи Юлія ІІ (італ. Tomba di Giulio II)                                      | Місто        | Рим                                               |                | до гробниці ввійшли «Мойсей», «Рахіль» та «Лія» (було розроблено шість проектів) |
| Гробниця папи Юлія ІІ (італ. Tomba di Giulio II)                                      | Стан проекту | завершено у 1545 році                             |                | до гробниці ввійшли «Мойсей», «Рахіль» та «Лія» (було розроблено шість проектів) |
| Палаццо Фарнезе (італ. Palazzo Farnese)                                               |              | Час створення / роботи над проектом               | бл. 1545 —1550 |                                                                                  |
| Палаццо Фарнезе (італ. Palazzo Farnese)                                               | Замовник     | Папа Римський Павло III                           |                |                                                                                  |
| Палаццо Фарнезе (італ. Palazzo Farnese)                                               | Місто        | Рим                                               |                |                                                                                  |
| Палаццо Фарнезе (італ. Palazzo Farnese)                                               | Стан проекту | завершено (із модифікаціями)                      |                |                                                                                  |
| Сходи Бібліотека Лауренціана (італ. Biblioteca Medicea Laurenziana)                   |              | Час створення / роботи над проектом               | бл. 1524 —1558 |                                                                                  |
| Сходи Бібліотека Лауренціана (італ. Biblioteca Medicea Laurenziana)                   | Замовник     | Папа Римський Климент VII                         |                |                                                                                  |
| Сходи Бібліотека Лауренціана (італ. Biblioteca Medicea Laurenziana)                   | Місто        | Флоренція                                         |                |                                                                                  |
| Сходи Бібліотека Лауренціана (італ. Biblioteca Medicea Laurenziana)                   | Стан проекту | завершив Амманаті (1558)                          |                |                                                                                  |
| План Сан-Джованні-дей-Фіорентіні (італ. San Giovanni dei Fiorentini)                  |              | Час створення / роботи над проектом               | бл. 1559 —1560 |                                                                                  |
| План Сан-Джованні-дей-Фіорентіні (італ. San Giovanni dei Fiorentini)                  | Замовник     | Козімо I Медічі                                   |                |                                                                                  |
| План Сан-Джованні-дей-Фіорентіні (італ. San Giovanni dei Fiorentini)                  | Місто        | Рим                                               |                |                                                                                  |
| План Сан-Джованні-дей-Фіорентіні (італ. San Giovanni dei Fiorentini)                  | Стан проекту | невтілено                                         |                |                                                                                  |
| Порта Піа (італ. Porta Pia)                                                           |              | Час створення / роботи над проектом               | бл. 1561 —1564 |                                                                                  |
| Порта Піа (італ. Porta Pia)                                                           | Замовник     | Папа Римський Пій IV                              |                |                                                                                  |
| Порта Піа (італ. Porta Pia)                                                           | Місто        | Рим                                               |                |                                                                                  |
| Порта Піа (італ. Porta Pia)                                                           | Стан проекту | завершено у 1565 році                             |                |                                                                                  |
| Санта-Марія-дельї-Анджелі-е-дей-Мартірі (італ. Basilica di Santa Maria degli Angeli)  |              | Час створення / роботи над проектом               | бл. 1561 —1564 |                                                                                  |
| Санта-Марія-дельї-Анджелі-е-дей-Мартірі (італ. Basilica di Santa Maria degli Angeli)  | Замовник     | Папа Римський Пій IV                              |                |                                                                                  |
| Санта-Марія-дельї-Анджелі-е-дей-Мартірі (італ. Basilica di Santa Maria degli Angeli)  | Місто        | Рим                                               |                |                                                                                  |
| Санта-Марія-дельї-Анджелі-е-дей-Мартірі (італ. Basilica di Santa Maria degli Angeli)  | Стан проекту | завершено у 1566 році                             |                |                                                                                  |